# Fronteira Albânia–Montenegro
A fronteira entre a Albânia e Montenegro é a linha que se estende por 172 km no sentido leste-oeste ao norte da Albânia , separando o país do território de Montenegro. Seu extremo leste é o litoral do Mar Adriático e no oeste é a tríplice fronteira dos dois países com a Sérvia (em Kosovo). A fronteira passa pelo Lago Escútare e nas proximidades do monte Jazerce, da Albânia.
Antes da dissolução da Iugoslávia em 1991, a fronteira da então Iugoslávia com a Albânia ia do litoral do Mar Adriático até à fronteira tríplice dos dois países com a Grécia. A partir dessa época a Albânia fazia fronteira com a nova Iugoslávia, depois Sérvia e Montenegro, cujo limite sul era fronteira tríplice com a Macedônia do Norte.

## História
A fronteira atual data do reconhecimento mútuo como Estados soberanos que a Albânia e Montenegro mantiveram desde a independência deste último em 2006. Antes disso, a fronteira entre os dois territórios quase não mudou ao longo do século XX. Desde o final do século XIX, na época do Principado de Montenegro, foi quando se formou a maior parte do atual território: Podgorica passou do controle albanês para montenegrino, assim como áreas da Dalmácia e de Küstenland que também se juntaram ao território do príncipe de Montenegro.

## Migração económica

### Destacamento de tropas
Em 11 de julho de 2018, Montenegro anunciou que estava mobilizando tropas regulares do exército ao longo da fronteira para impedir que migrantes ilegais entrassem no país na passagem de Bozaj da Albânia, a 12 quilômetros (7,5 milhas) da cidade montenegrina de Podgorica.

### Barreira
Uma cerca de fronteira para impedir que entrantes ilegais cruzassem a fronteira da Albânia para Montenegro foi proposta em maio de 2018. Em junho, a Hungria se ofereceu para fornecer 23 quilômetros (14 milhas) de cercas de arame farpado para Montenegro. O primeiro-ministro montenegrino, Dusko Markovic, negou que seu país estivesse considerando a construção de uma cerca na fronteira no início de julho. Em 24 de julho de 2018, o primeiro-ministro húngaro Viktor Orbán se reuniu com Markovic e se ofereceu para ajudar Montenegro a construir uma cerca de 25 quilômetros (16 milhas) ao longo da fronteira. Markovic agradeceu Orban por sua oferta, mas respondeu que respondeu que "Por enquanto, não há razões para isso."
Vojislav Dragovic, chefe do Departamento de Fronteiras, afirmou que uma cerca pode ser necessária porque as autoridades albanesas não cumpriram o acordo bilateral de readmissão que as obriga a admitir migrantes rejeitados por Montenegro.